# Budiš
Budiš este o comună slovacă, aflată în districtul Turčianske Teplice din regiunea Žilina. Localitatea se află la altitudinea de 478 m deasupra n.m., se întinde pe o suprafață de 10,27 km2 și în 2017 număra 201 locuitori. Se învecinează cu Dubové și Rudno.

## Istoric
Localitatea Budiš este atestată documentar din 1573.

## Demografie
| An:                | 1994 | 2004   | 2014   | 2024   |
| ------------------ | ---- | ------ | ------ | ------ |
| Număr de persoane: | 198  | 211    | 201    | 197    |
| Diferență:         |      | +6,56% | −4,73% | −1,99% |

| An:                | 2023 | 2024   |
| ------------------ | ---- | ------ |
| Număr de persoane: | 196  | 197    |
| Diferență:         |      | +0,51% |